# Куріпка бамбукова
Куріпка бамбукова (Bambusicola fytchii) — вид куроподібних птахів родини фазанових (Phasianidae). Мешкає в Південно-Східній Азії. Вид названий на честь генерал-лейтенанта Альберта Фітча, генерального комісара Британської Бірми.

## Опис

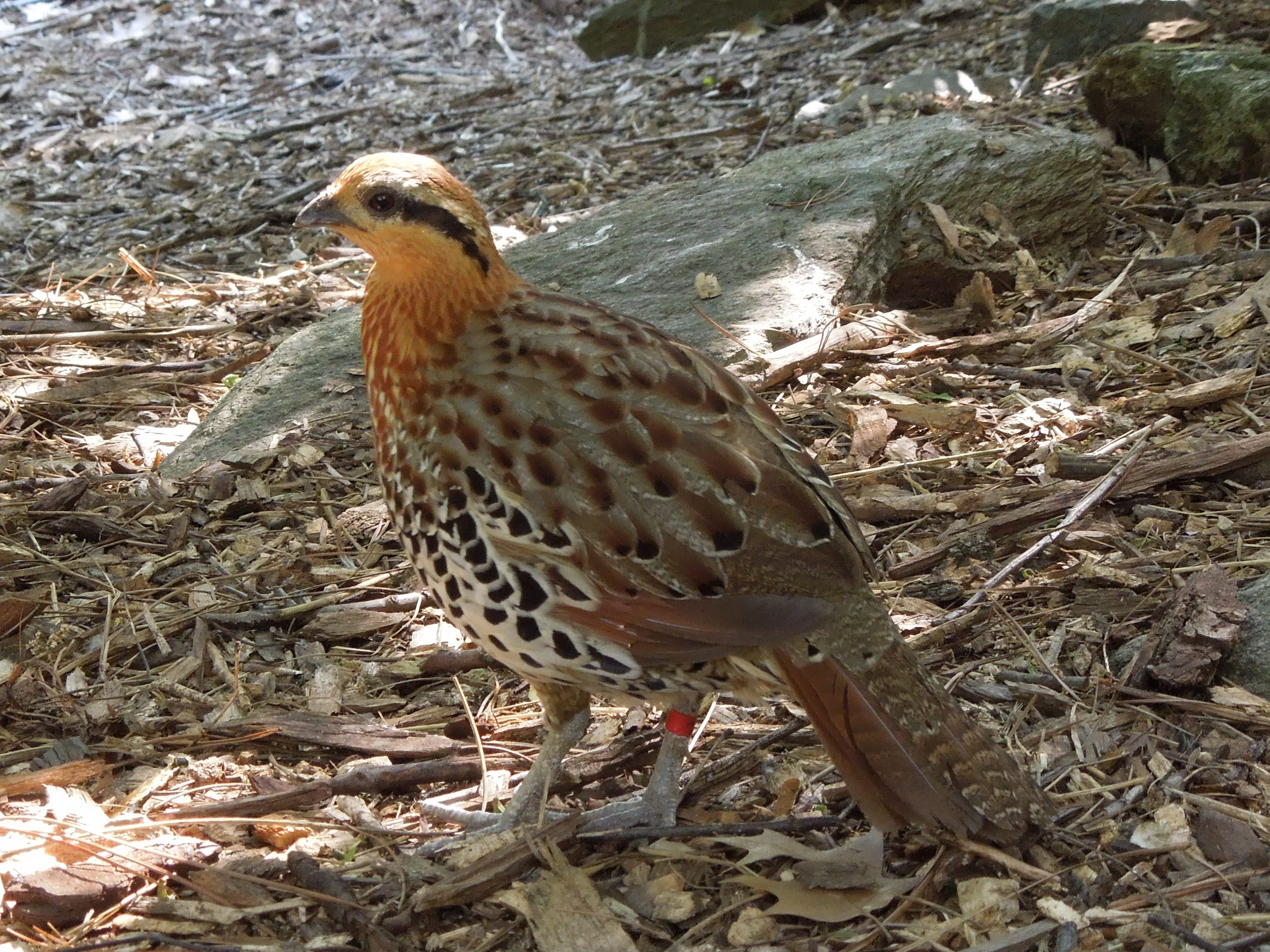
Самець бамбукової куріпки (Смітсонівський національний зоопарк)

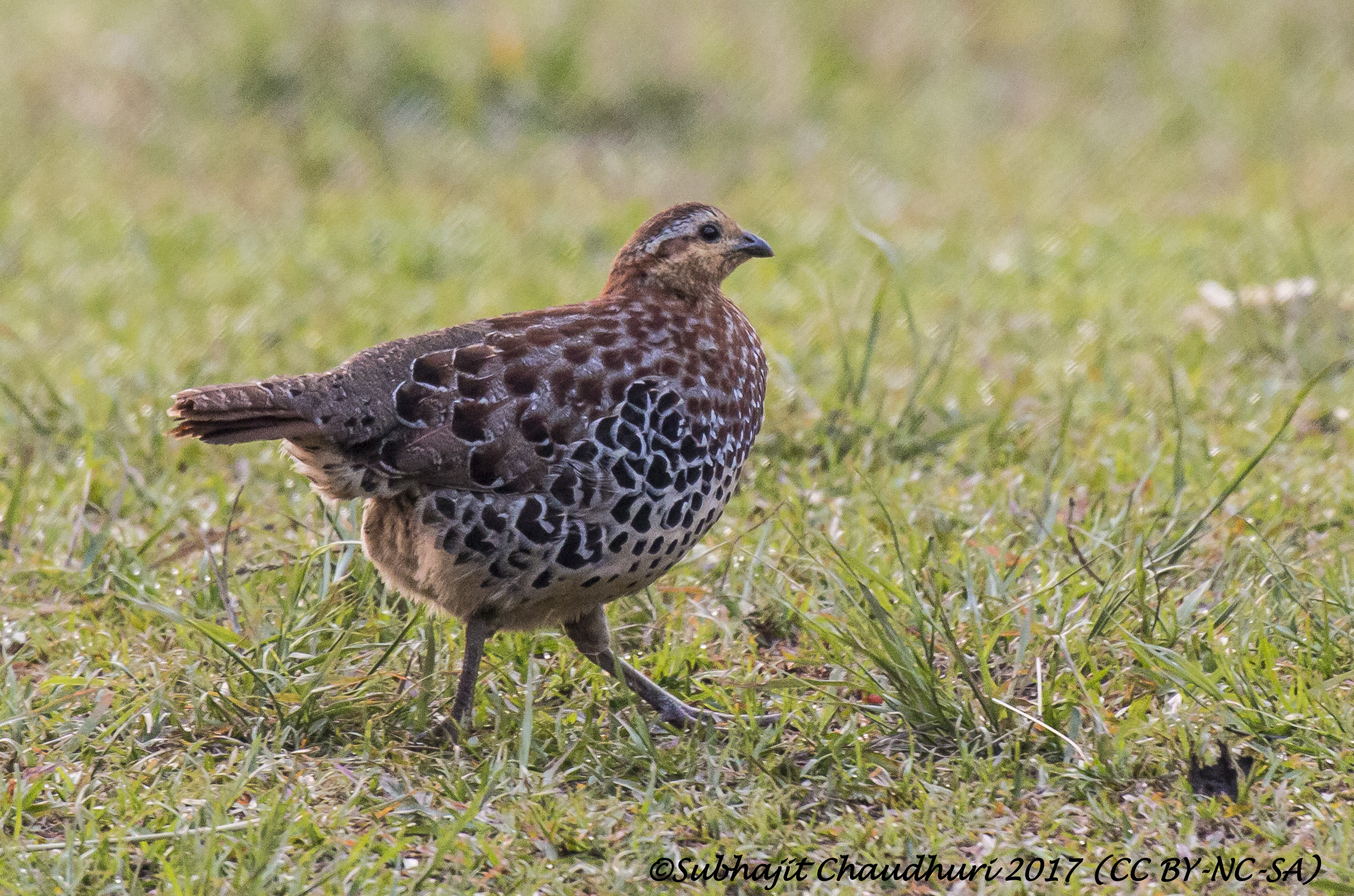
Самиця бамбукової куріпки (Хонома, штат Нагаленд, Індія)

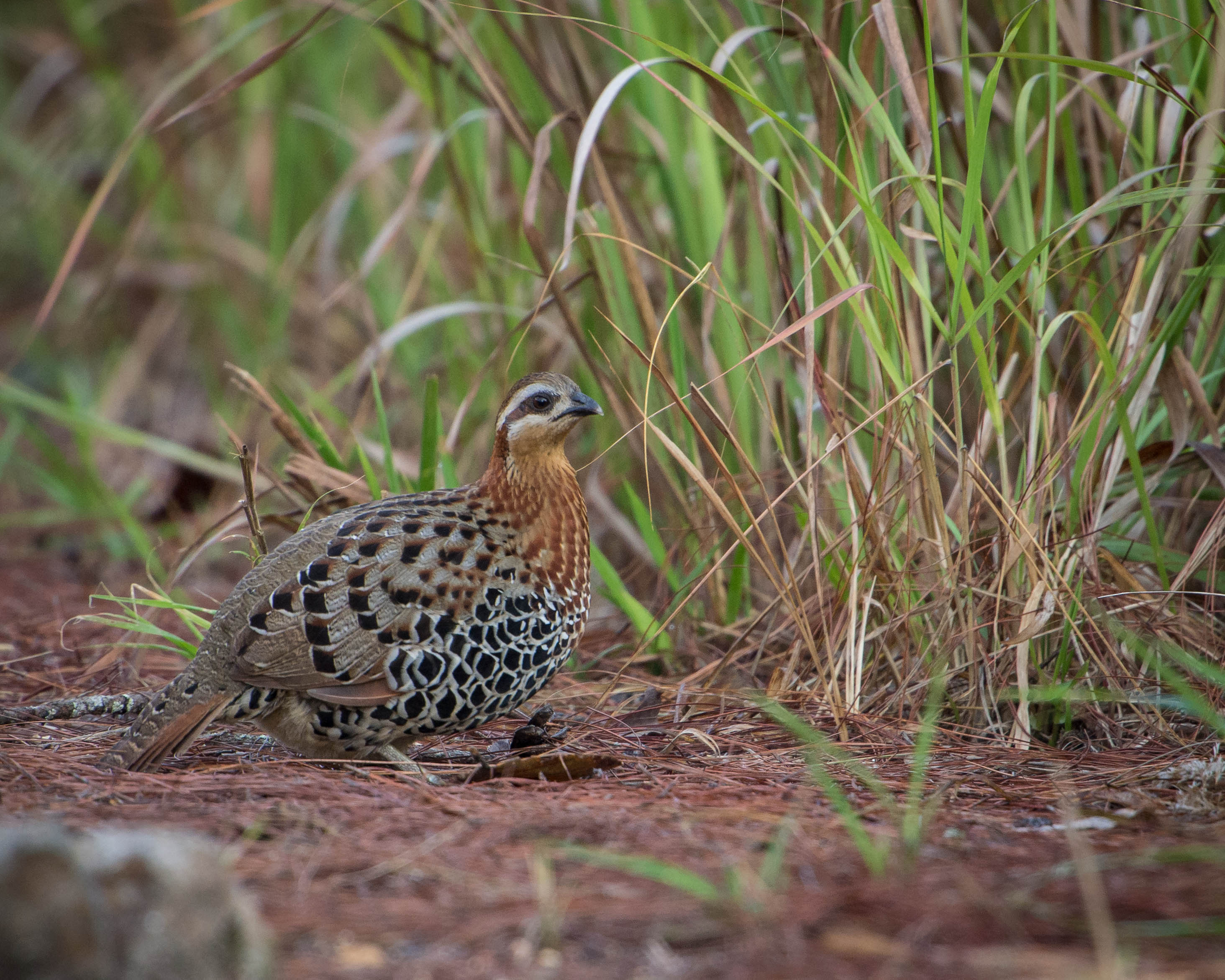
Бамбукова куріпка (гора Доі Мей Тхо, провінція Чіангмай, Таїланд)

Довжина птаха становить 25-30 см, вага 250-400 г. Довжина крила становить 13-16 см, хвоста 9-13 см, дзьоба 18-20 мм. Верхня частина голови і щия рудувато-коричневі, над очима білувато-охристі "брови". за очима темні смуги, у самців вони чорні, у самиць темно-каштанові. щоки, підборіддя і горло яскраво-охристі, верхня чаастина грудей каштанова, поцяткована білими плямками. Верхня частина спини і плечі оливково-сірі, поцятковані каштано-чорними плямами. Нижня частина спини і надхвістя оливково-сірі, поцятковані темними плямами. Нижня частина тіла і боки білуваті, поцятковані великими сердцеподібними чорними плямами з білими краями, на середині живота вони відсутні. Крила рудувато-коричневі. Хвіст відносно довгий, клиноподібний, крайні стернові пера рудувато-коричневі, поцятковавні нечіткими темними смугами, центральні стернові пера охристі, поцятковані більш темними, контрастними поперечними смугами. Райдужки карі або жовтувато-карі. Дзьоб у самців чорнуватий, у самиць дещо світлший. Лапи оливково-коричневі, у самців на лапах є шпори. Представники підвиду B. f. hopkinsoni вирізняються більшими розмірами, верхня частина тіла у них більш сіра, а нижня частина тіла більш охриста.

## Підвиди
Виділяють два підвиди:
- B. f. fytchii Anderson, 1871 — від південного Китаю (Юньнань, Сичуань) до М'янми і північного В'єтнаму;
- B. f. hopkinsoni Godwin-Austen, 1874 — Північно-Східна Індія (на південь від Брахмапутри), схід Бангладеш і захід М'янми.

## Поширення і екологія
Бамбукові куріпки мешкають в Індії, Бангладеш, М'янмі, Китаї, Таїланді, Лаосі і В'єтнамі. Вони живуть в бамбукових заростях на берегах водойм, на високотравних луках, у вільхових і дубових гаях, на узліссях тропічних лісів та у вторинних заростях, трапляються поблизу оюдських поселень. Зустрічаються сімейними зграйками по 5-6 птахів, на висоті до 300 м над рівнем моря, переважно на висоті понад 500 м над рівнем моря. Більшу частину часу птахи проводять в густих заростях, з яких виходять на пошуки їжі рано вранці і пізно ввечері. Бамбукові куріпки живляться молодими пагонами бамбуку і молодим листям, а також ягодами, насінням і безхребетними. Сезон розмноження у них триває з квітня по липень. Птахи гніздяться в невеликій заглибині в землі, яку встелюють травою. В кладці від 4 до 7 світло-коричневих яєць. Інкубаційний період триває 18-19 днів, насиджують лише самиці. За пташенятами доглядають і самиці, і самці.